# Karapürçek, Susurluk
Karapürçek là một thị trấn thuộc huyện Susurluk, tỉnh Balıkesir, Thổ Nhĩ Kỳ. Dân số thời điểm năm 2010 là 1.788 người.